# Jörg Steiner
Pour les articles homonymes, voir Steiner.
Œuvres principales
- Le Cas du détenu B
- L'Île aux Lapins
- Un couteau dans l’herbe
- Le Collègue

Jörg Steiner, né le 26 octobre 1930 à Bienne et mort le 20 janvier 2013 dans la même ville, est un écrivain suisse allemand. Au cours d'une carrière longue de 50 ans, il est l'auteur d'une trentaine de romans, dont plusieurs ont été traduits en français. Il a reçu une douzaine de prix littéraires en Suisse et en Allemagne.

## Biographie
Jörg Steiner est né à Bienne, dans le canton de Berne, le 26 octobre 1930.
Steiner est enseignant dans un foyer pour inadaptés à Aarwangen, puis  travaille jusqu'en 1971 en tant que professeur d'école primaire à Bienne et Nidau. Plusieurs fois, il interrompt son travail  pour de longs voyages et visites à l'étranger, notamment en France, en Espagne, aux États-Unis et en Afrique orientale. De 1971 à 1972, il est boursier au théâtre de Bâle. À la même époque, il s'engage dans la vie de sa ville natale et siège au Conseil de la Ville de Bienne de 1972 à 1978.
Jörg Steiner publie son premier roman Le cas du détenu B en 1962, qui est traduit en français huit ans plus tard. L'auteur décrit dans ses œuvres, à partir d'expériences personnelles au cours de sa jeunesse et de sa carrière dans l'enseignement, les problèmes de mésadaptés sociaux. Selon le Dictionnaire historique de la Suisse, son œuvre a pour thèmes principaux la marginalité et l'individualisme. Il est connu du grand public pour travailler avec l'illustrateur Jörg Müller dans une série de livres d'images.
Au cours de sa carrière d'écrivain, Steiner reçoit de nombreux prix, dont le prix Charles-Veillon en 1967, le prix de littérature de la ville de Berne en 1969 et le prix Max Frisch de la ville de Zurich en 2002.
Il décède le 20 janvier 2013 dans sa ville natale des suites d'un cancer,. Son fonds d'archives se trouve aux Archives littéraires suisses à Berne.

## Publications
- Feiere einen schönen Tag, Biel 1955 (avec Edwin Keller)
- Episoden aus Rabenland, Küsnacht 1956
- Eine Stunde vor Schlaf, Saint-Gall 1958
- Abendanzug zu verkaufen, Berne 1961
- Strafarbeit, Olten 1962
- Polnische Kastanien, Grenchen 1963
- Der schwarze Kasten, Olten  1965
- Ein Messer für den ehrlichen Finder, Olten  1966
- Auf dem Berge Sinai sitzt der Schneider Kikrikri, Neuwied 1969
- Rabio, Zürich 1969
- Pele sein Bruder, Cologne 1972 (avec Werner Maurer)
- Schnee bis in die Niederungen, Darmstadt 1973
- Als es noch Grenzen gab, Francfort-sur-le-Main 1976
- Der Bär, der ein Bär bleiben wollte, Aarau 1976 (avec Jörg Müller)
- Die Kanincheninsel, Aarau u. a. 1977 (avec Jörg Müller)
- Eine Giraffe könnte es gewesen sein, Stuttgart 1979
- Die Menschen im Meer, Aarau u. a. 1981 (avec Jörg Müller)
- Das Netz zerreißen, Francfort-sur-le-Main 1982
- Der Eisblumenwald, Aarau u. a. 1983 (avec Jörg Müller)
- Antons Geheimnis, Francfort-sur-le-Main 1985 (avec Anton Pieck)
- Olduvai, Francfort-sur-le-Main 1985
- Der Mann vom Bärengraben, Aarau 1987 (avec Jörg Müller)
- Fremdes Land, Francfort-sur-le-Main 1989
- Die neuen Stadtmusikanten in: "Aufstand der Tiere", Aarau 1989 (avec Jörg Müller)
- Weißenbach und die anderen, Francfort-sur-le-Main 1994
- Der Kollege, Francfort-sur-le-Main 1996
- Was wollt ihr machen, wenn der schwarze Mann kommt?, Aarau 1998
- Wer tanzt schon zu Musik von Schostakowitsch, Francfort-sur-le-Main 2000
- Mit deiner Stimme überlebe ich. Geschichten. Francfort-sur-le-Main 2005
- Ein Kirschbaum am Pazifischen Ozean. Francfort-sur-le-Main 2008